# Islas Andamán
Las islas Andamán (en inglés, Andaman Islands; en bengalí, আন্দামান দীপপুঞ্জ; en hindi, अण्डमान द्वीप समूह; en tamil, அந்தமான் தீவுகள்) son un grupo de islas en el golfo de Bengala que forman parte de las Islas Andamán y Nicobar, pertenecientes al territorio de la India. Port Blair es la principal comunidad de estas islas y la capital administrativa del territorio. La población de las Andamán en 1991 era de 314.239 personas.

## Geografía
El archipiélago está compuesto por 300 islas. Están situadas a 950 km de la desembocadura del río Hooghly, a 193 km del cabo Negrais en Birmania, el punto más cercano al continente, y a 547 km del extremo norte de Sumatra. La longitud de la cadena de islas es de 352 km y su mayor anchura 51 km. El área total de las islas es de 6408 km².
Las cinco islas principales del norte se conocen en conjunto como Gran Andamán. Estas son, de norte a sur, Andamán del Norte, Andamán del Medio, Andamán del Sur, Baratang e Isla Rutland. Al sur, además, se encuentra Pequeño Andamán.
Junto con las islas principales, en el extremo norte se encuentran las islas Landfall, separadas por el paso de Cleugh, que es navegable; las islas Interview, separadas por el paso Interview; las islas Laberinto al sudoeste de la costa de Andamán del Sur, entre las que se encuentra el paso de Elphinstone, también navegable; el archipiélago de Ritchie, al este de las islas de Andamán del Sur y Barang, separado por el estrecho de Diligent e intersecado por el estrecho de Kwangtung y el estrecho de Tadma Juru. También se encuentra en el archipiélago la isla Sentinel del Norte.
Las Andamán es el único lugar de la India con volcanes activos. La isla de Barren, al noreste de Port Blair, entró en erupción en los años 1990, después de permanecer inactivo durante más de doscientos años. En mayo de 2005 volvió a entrar en erupción, probablemente a causa del cambio en las placas tectónicas posterior al terremoto del océano Índico de 2004.

## Flora
Una sección del Departamento de Bosques de la India se estableció en las Andamán en 1883, y en los alrededores de Port Blair 400 km² fueron destinados para labores de tala que realizaban los convictos.

## Fauna
Las aves endémicas incluyen el megápodo de Nicobar (Megapodius nicobariensis) y las palomas Ducula nicobarica y Chancophaps indica augusta. El cocodrilo de agua salada habita también en la región, así como las tortugas Eretmochelys imbricata, Dermochelys coriacea y Lepidochelys olivacea.
Entre los mamíferos marinos se incluye el dugongo (Dugong dugon), la marsopa Neophocaena hocaenoides y la ballena Mesoplodon densirostris. 
Los peces son muy numerosos y hay muchas especies endémicas. Las tortugas también son abundantes y abastecen el mercado de Calcuta.

## Historia
No está claro si alguno de los nombres de islas dado por Ptolomeo corresponde a las Andamán, aunque es probable que así sea. Es posible que la tradición de la nomenclatura marinera no desapareciera y que Agathou daimonos nesos fuera realmente una mala interpretación de una forma parecida a Agdaman, mientras que Nesoi Baroussai sobrevivió como Lanka Balus, el nombre dado por los árabes a las islas Nicobar. 
De forma clara, la primera vez que aparecen citadas las islas Andamán fue en unas crónicas árabes del 851 sobre la India y China, que influyeron notablemente en la posterior percepción de las islas. La afirmación de que los nativos eran caníbales ha persistido durante mucho tiempo, aunque los isleños lo negaran y probablemente nunca fuera cierto. Las islas son mencionadas brevemente por Marco Polo, quien probablemente las viera sin visitarlas bajo el nombre de Angamanain, probablemente un dual árabe, «las dos Angaman». Marco Polo dio una visión exagerada de los nativos diciendo que eran antropófagos con «cara de perro». 
Otra cita viene dada por Nicolo Conti (aprox. 1440), que explica que el nombre significa Isla de Oro, y habla de un lago que había allí con peculiares virtudes. El nombre probablemente se deriva del malayo Handuman, del antiguo Hanuman (Dios mono). Posteriores viajeros repitieron la historia, bien fundada por otra parte, de la feroz hostilidad de los habitantes (como por ejemplo Cesare Federici (1569), la crónica viene en Ramusio y en Puchas). También es interesante lo que comentó el Capitán A. Hamilton (1727). 
En 1788 y 1789 el gobierno de Bengala intentó establecer una colonia penal en las Andamán junto con un puerto de refugio. Para ello, dos oficiales, Colebrooke de los Ingenieros de Bengala y Blair del servicio naval, fueron enviados para investigar e informar. De esta forma, el capitán Blair estableció un asentamiento en septiembre de 1789 en la isla de Chatham, en la bahía situada al sudeste de Gran Andamán, llamado en la actualidad Port Blair, pero en aquel entonces conocido como Port Cornwallis. Dos años después, y tras pasar múltiples enfermedades, el gobierno transfirió la colonia a la parte noreste de Gran Andamán, donde se iba a establecer un arsenal naval. Junto con la colonia se transfirió también el nombre de Port Cornwalis. Sin embargo, en el nuevo emplazamiento las enfermedades se mantuvieron y el gobierno decidió cerrar la colonia debido a la alta mortandad y a la dificultad de su mantenimiento. Los colonos fueron trasladados en mayo de 1796.
En 1824 Port Cornwallis fue el punto de encuentro de la flota que transportaba al ejército a la primera guerra birmana. En 1839, el Dr. Helfer, un investigador alemán empleado del gobierno indio, desembarcó en las islas y fue asesinado. En 1844 los buques de transporte de tropas Briton y Runnymede atracaron cerca de la costa de las islas. Los nativos mostraron mucha hostilidad, asesinando a los rezagados. 
Con el tiempo, los motines ocurridos en la India hicieron que el número de prisioneros en manos británicas aumentara, lo que volvió a despertar la posibilidad de establecer una colonia penitenciaria en las islas. En noviembre de 1857 se envió una comisión, dirigida por el Dr. F. Mouat, para examinar la situación. La comisión informó favorablemente, seleccionando el emplazamiento original de Port Cornwallis, pero evitando la cercanía de una ciénaga salada que al parecer fue bastante perjudicial para la antigua colonia. Para evitar confusiones se puso el nombre de Port Blair al nuevo emplazamiento.
Durante algún tiempo la mortalidad fue excesiva, pero la desecación de la ciénaga y la tala de la selva de forma extensiva por parte del coronel Henry Man cuando estuvo a cargo de la colonia (entre 1868 y 1870) tuvo un efecto muy beneficioso en la salud de la colonia. En 1872 las islas Nicobar fueron ocupadas para acabar con los ataques cometidos sobre barcos, y fueron unificadas bajo un comisionado que residía en Port Blair. La agresividad de los nativos era tal que incluso inspiró la del asesino de una de las historias de Sherlock Holmes de sir Arthur Conan Doyle, la novela El signo de los cuatro (1890).
Los japoneses tomaron las islas durante la Segunda Guerra Mundial. Posteriormente, fueron puestas bajo la autoridad del Arzi Hukumate Azad Hind (gobierno provisional para una India libre) de Netaji (o Subhash Chandra Bose). Netaji visitó las islas durante la guerra, renombrándolas como «Shaheed» (Mártir) y «Swaraj» (Autogobierno). El general Loganathan, del Ejército Nacional Indio, fue nombrado gobernador de las Islas de Andamán y Nicobar.
Tras la guerra, las islas volvieron brevemente a estar bajo control británico antes de que, con la independencia de la India en 1947, pasaran a ser uno de los seis territorios del país. 
Los británicos usaron las islas como prisión para miembros del Movimiento para la Independencia de la India. Esta forma de encarcelamiento fue llamada Kalapani y la prisión de Port Blair fue considerada como la «Siberia de la India británica».
El 26 de diciembre de 2004, las costas de las Islas de Andamán y Nicobar fueron devastadas por un tsunami de diez metros como consecuencia del terremoto del océano Índico de 2004.

## Los andamaneses

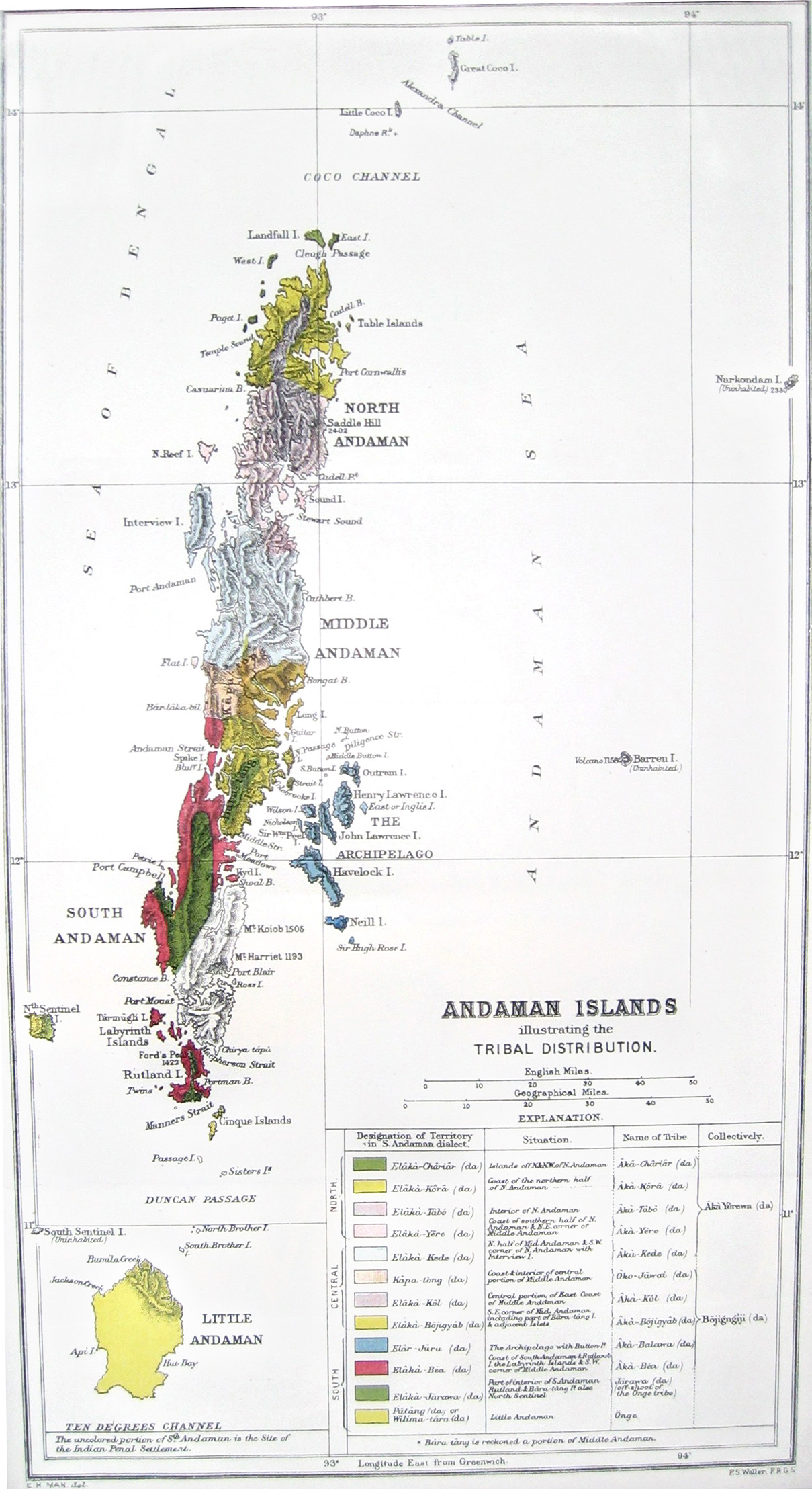
Mapa etnolingüistico precolonial de las islas Andamán

Hasta el siglo XX, los habitantes indígenas de las Andamán vivían de la caza, la recolección, la pesca y un poco de agricultura. Estas son en la actualidad las principales formas de subsistencia de los pueblos jarawa, önge y sentinelés de la parte sur del archipiélago. Los andamaneses son delgados, de piel oscura, de pelo rizado y se parecen físicamente a los semang de la península malaya y los aeta de las Filipinas. 
Los andamaneses, semang y aeta probablemente son descendientes de un pueblo que se extendió por el sudeste de Asia antes de ser desplazados o asimilados por los ancestros de los actuales hablantes de lenguas austronesias. Los fósiles de conchas, cerámica, así como primitivas herramientas de piedra muestran que los isleños han variado poco desde un pasado remoto y llevan a pensar que las Andamán están pobladas por sus habitantes actuales desde algún momento del Pleistoceno, y sin duda no más tarde que el Neolítico. Es posible que durante la edad de hielo, las Andamán estuvieran unidas con Birmania por un tramo de tierra de forma que sus habitantes pudieron alcanzar las islas sin cruzar el mar.
Según un artículo publicado en Science, que identifica tipos mtDNA M31 y M32 entre los indígenas de Andamán, las poblaciones han permanecido genéticamente aisladas desde hace entre 50.000 y 70.000 años, aparentemente desde su migración inicial desde África.
Las mujeres se afeitan la cabeza completamente y los hombres se la afeitan creando dibujos fantásticos. Se usan mezclas amarillas y ocres con grasas que se untan sobre el cuerpo, en gris para dibujos gruesos y blanco para los finos que parecen tatuajes. Existen dos formas de escarificación. En el sur, las mujeres cortan ligeramente el cuerpo con pequeños trozos de cristal o cuarzo formando dibujos lineales o en zigzag hacia abajo. En el norte, los hombres realizan cortes profundos con flechas para cazar cerdos, formando líneas a través del cuerpo. 
Los hombres alcanzan la madurez alrededor de los quince años, casándose típicamente a los veintiséis y viviendo hasta los sesenta o sesenta y cinco, como mucho. Excepto en cuanto a la edad de matrimonio, estas cifras no se aplican a las mujeres. Antes del matrimonio, son habituales las relaciones sexuales, aunque se toman ciertas precauciones convencionales para evitarlo. Los matrimonios raramente tienen más de tres hijos, y a menudo no tienen ninguno. El divorcio es raro, la infidelidad después del matrimonio también es extraña y el incesto virtualmente desconocido.
La religión consiste en creencias animistas en espíritus de los bosques, el mar, la enfermedad y los ancestros y en evitar actos que tradicionalmente no les han gustado. No existe la adoración. Una deidad antropomórfica, Puluga, es la causa de todas las cosas. Existe la idea de que el «alma» viaja a alguna parte después de la muerte, pero no existe ni el cielo ni el infierno ni el concepto de resurrección corporal. Tienen mucha fe en los sueños y en las palabras de ciertos «sabios» que practican una forma embrionaria de magia y hechicería.
La gran diversión de los andamaneses es una danza formal por las noches, aunque también les gustan los juegos.
Ninguna de las tribus se aventura en el mar más allá de donde se pueda avistar la costa y no saben orientarse ni por el sol ni por las estrellas. Sus canoas son simplemente troncos vaciados. Existen historias de ataques a Car Nicobar, pero parece poco probable que se hayan aventurado más allá del horizonte en un mar con habituales tormentas y a través de un canal con bastante oleaje.
A finales de enero de 2010 murió Boa Sr, última hablante nativo del idioma aka-bo y considerada la última miembro de la etnia Bo.